# Thermalpräzipitator
Ein Thermalpräzipitator ist ein Gerät zur Messung des Staubgehalts in der Luft. Das Messergebnis wird als Partikelzahl pro Volumeneinheit ausgegeben.

## Messprinzip und Anwendung
Das Messprinzip beruht darauf, dass eine definierte Menge an staubhaltiger Luft durch einen schmalen Kanal, dessen Breite wenige Zehntel Millimeter beträgt, gefördert wird, in dem sich ein Heizdraht befindet. Aufgrund von Thermophorese werden die in der Luft enthaltenen Partikel quer zur Strömungsrichtung transportiert und auf einer Sammelplatte abgeschieden. Die Sammelplatte wird anschließend mikroskopisch ausgewertet.
Insbesondere Partikel mit einem Durchmesser kleiner als 1 µm können mit dem Thermalpräzipitator quantitativ sehr gut erfasst werden. Aufgrund der vorherrschenden niedrigen Geschwindigkeiten ist keine Zerstörung von Partikel-Agglomeraten zu erwarten. Partikel und etwaige gebildete Agglomerate erfahren keine messbare thermische oder mechanische Beanspruchung.
Bei der messtechnischen Erfassung von Mischstäuben, die durchsichtige Partikel wie beispielsweise Quarz enthalten, kann es allerdings zu Fehlern bei der Auswertung kommen. Auch ist stets die gesamte Sammelplatte mikroskopisch auszuwerten, da es aufgrund des Transportmechanismus zu einer Fraktionierung der abgeschiedenen Partikel kommt. Der Fraktionierungseffekt ist aber in der Regel geringer als er beim Vorliegen eines thermischen Gleichgewichts sein müsste.
Neben der Staubmessung können Thermalpräzipitatoren auch zur Qualitätskontrolle bei Prüfaerosolen eingesetzt werden.
Der Thermalpräzipitator wurde 1935 in die Staubmesstechnik eingeführt. Die nach diesem Prinzip arbeitenden Staubmessgeräte waren lange Zeit Standardgeräte im Bergbau Großbritanniens. Eine VDI-Richtlinie aus dem Jahr 1968 zur Messung der Staubkonzentration mit einem Thermalpräzipitator wurde im Oktober 2009 zurückgezogen.